# Pardirallus
Pardirallus Bonaparte, 1856 è un genere di uccelli della famiglia dei Rallidi.

## Tassonomia
Comprende tre specie:
- Pardirallus maculatus (Boddaert, 1783) - rallo macchiato;
- Pardirallus nigricans (Vieillot, 1819) - rallo nerastro;
- Pardirallus sanguinolentus (Swainson, 1838) - rallo plumbeo.